# اجیپورا
اجیپورا (به انگلیسی: Ajjipura) یک روستا در هند است که در کارناتاکا واقع شده‌است.

## خصوصیات
اجیپورا ۷٬۷۰۴ نفر جمعیت دارد.